# Río Udá (Selengá)
El río Udá (a veces transliterado como Ouda, y también conocido como Tchuna; en ruso: Уда́, en buriato: Yдэ) es un río asiático que discurre por la parte suroriental de Siberia, Rusia. Se trata de un afluente de la margen derecha del río Selengá, un río que a través del lago Baikal, y el río Angará vierte sus aguas en el río Yeniséi. Su longitud es de 467 km y su cuenca drena 34 700 km². Discurre por la república de Buriatia de la Federación Rusa, muy próximo a las fronteras con China y Mongolia.

## Geografía

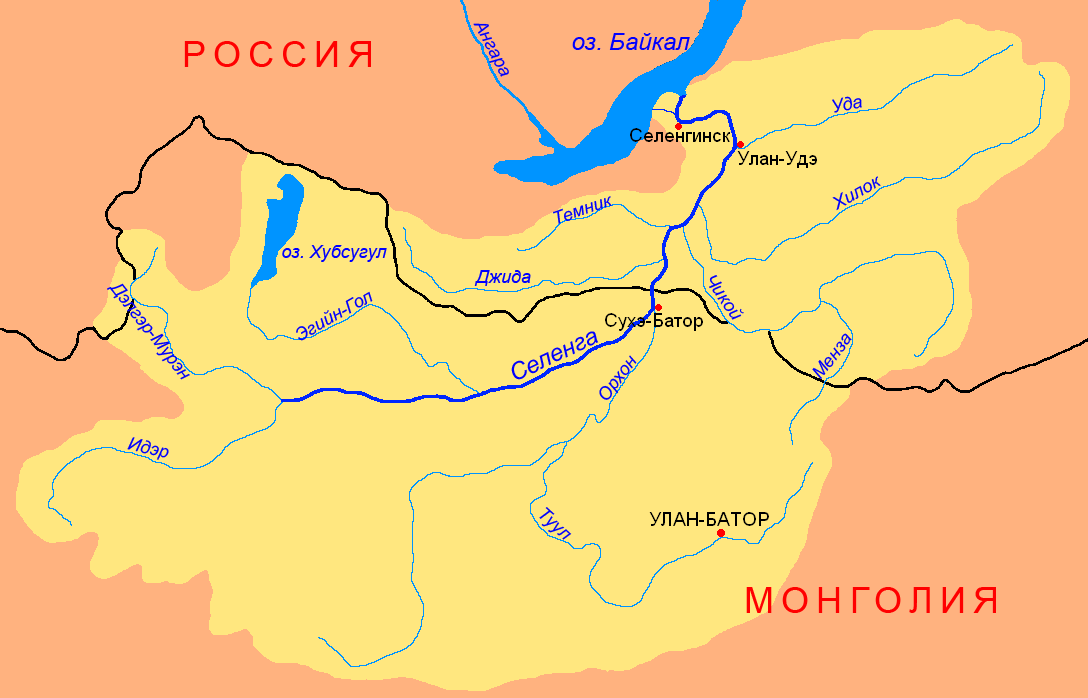
Mapa en ruso del río Selengá (Селенга) en el que aparece a la derecha el río Udá (Уда)

El río Udá nace en las montañas de Buriatia, al este de la capital Chitá, en la región del antiguo óblast de Chitá. El río discurre generalmente en dirección oeste y atraviesa las ciudades de Jorinsk y Ulán-Udé (343 000 habs. en 2007), donde confluye con el río Selengá por la margen derecha.
Los principales afluentes del río Udá son:
- río Ona (margen izquierda), con una longitud de 150 km y una cuenca de 4800 km²;
- río Judún (margen derecha);
- río Kurbá (margen derecha);
- río Brianka (margen izquierda);

## Hidrometría

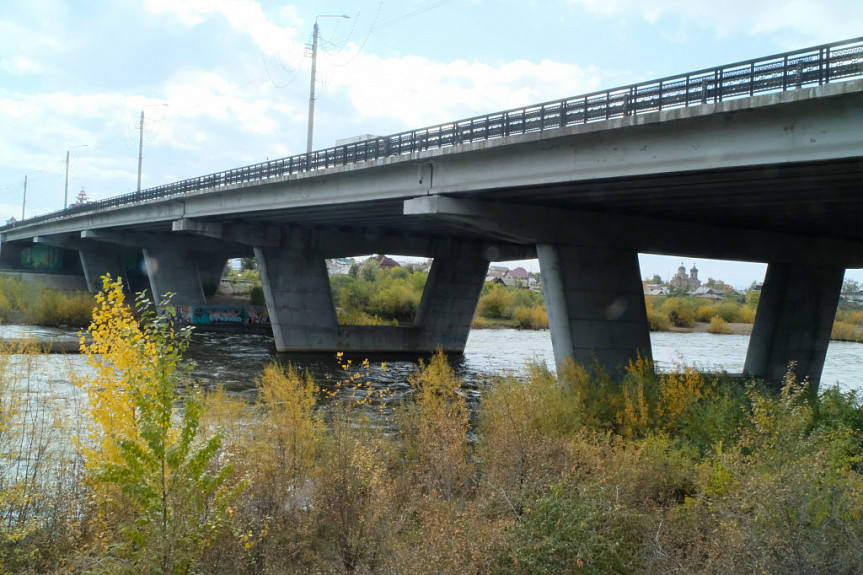
Puente sobre el río Uda en la ciudad de Ulan-Ude

El Udá es un río muy irregular. Su caudal se ha observado durante 62 años (entre 1936 y 1997) en Ulán-Udé, capital del Buriatia situada en su confluencia con el río Selengá.
En Ulán Udé, el caudal medio anual observado durante este período fue de 67,3 m³/s para un área drenada de 34 700 km², toda la cuenca del río. 
La lámina de agua de escorrentía en la cuenca asciende a 61 mm por año, moderada, pero relativamente abundante en el sur de Buriatia, una región poco húmeda o seca. 
El Udá tiene un régimen pluvio-nival con dos estaciones bien marcadas, causadas por ser un río alimentado en parte por las lluvias de verano y también por la nieve derretida. 
Las crecidas se producen desde finales de primavera hasta principios de otoño, de mayo a septiembre inclusive, con un doble pico: primero, en mayo, que corresponde al deshielo y al derretimiento de la nieve; el segundo, en septiembre, correspondiendo a la temporada de lluvias, con el apoyo de una menor evaporación debido a las temperaturas más bajas. La cuenca recibe precipitaciones en todas las estaciones, bastante abundantes en las cumbres de la cuenca en el período de junio a septiembre. En octubre, el caudal del río disminuyendo gradualmente, lo que conduce al periodo de aguas bajas, ligado a las muy bajas temperaturas del invierno siberiano. Esta temporada de aguas bajas, que dura de diciembre a marzo inclusive, corresponde a las importantes heladas que asuelan toda la región. El río está cubierto por el hielo pero mantiene un caudal mínimo suficiente para no ser considerado insignificante. 
El promedio mensual de caudal observado en febrero (el mínimo de estiaje) es de 9,66 m³/s, o aproximadamente 13 veces menos de la media del mes de septiembre (127 m³/s), que pone de relieve la gran amplitud de las variaciones estacionales. En el período de observación de 62 años, el caudal mínimo mensual fue de 2,50 m³/s en febrero de 1959, mientras que el caudal máximo mensual ascendió a 587 m³/s en septiembre de 1938, excepcionalmente muy lluvioso. 
Caudal medio mensual en el río Udá (en m³/s) medido en la estación hidrométrica de Ulán-Udé
(Datos calculados a partir de 62 años, 1936-1997)